# 卡西里山 (玻利維亞)
15°54′S 68°30′W / 15.900°S 68.500°W

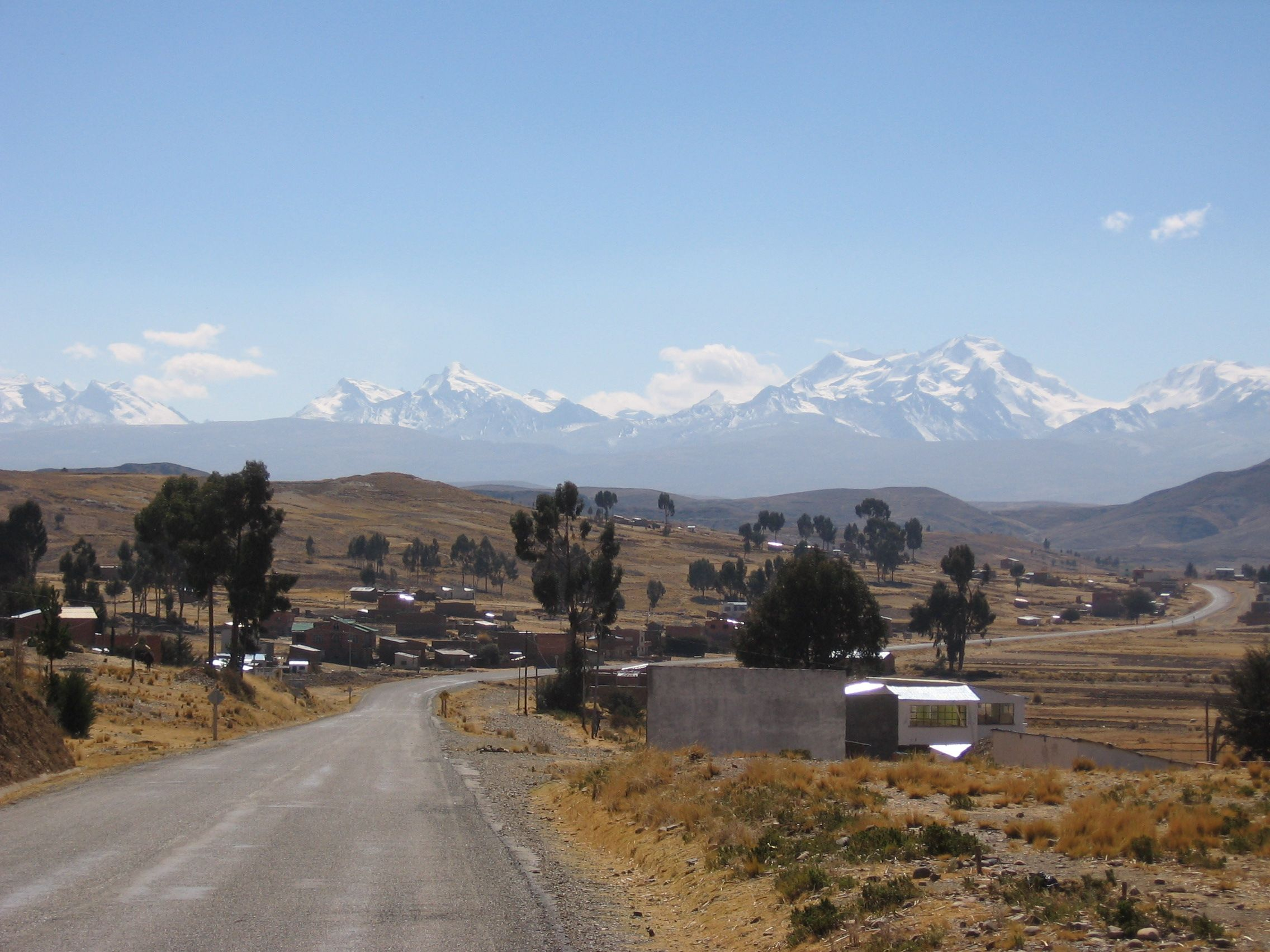

卡西里山（Q'asiri），是玻利維亞的山峰，位於該國西部拉巴斯省，處於漢科烏馬山東南面、卡爾薩塔山和奇阿羅科山西北面，屬於安第斯山脈中玻利維亞瑞阿爾山脈的一部分，海拔高度約5,828米。